# Prades (Pyrénées-Orientales)
Prades település Franciaországban, Pyrénées-Orientales megyében. Lakosainak száma 6166 fő (2022. január 1.). Prades Catllar, Eus, Los Masos, Clara-Villerach, Codalet, Ria-Sirach és Taurinya községekkel határos.

## Népesség
A település népességének változása:
| Lakosok száma | 5835 | 6040 | 6503 | 6124 | 6063 | 6028 | 6081 | 6124 | 6166 |
|               | 2013 | 2015 | 2016 | 2017 | 2018 | 2019 | 2020 | 2021 | 2022 |